# Чагарниця чорна
Чагарни́ця чорна (Melanocichla lugubris) — вид горобцеподібних птахів родини тимелієвих (Timaliidae). Мешкає в Південно-Східної Азії.

## Опис
Довжина птаха становить 25,5–27 см. Забарвлення повністю чорне, дзьоб червоний. Навколо очей плями темно-синьої голої шкіри.

## Поширення і екологія
Чорні чагарниці мешкають на Малайському півострові та на Суматрі. Вони живуть у вологих гірських і рівнинних тропічних лісах. Зустрічаються на висоті понад 800 м над рівнем моря в Малайзії та на висоті від 500 до 1600 м над рівнем моря на Суматрі. Зустрічаються в зграйках. Живляться комахами, павуками, іноді насінням. Сезон розмноження триває з жовтня по квітень. Гніздо відносно велике, чашоподібне, розміщується на дереві, на висоті 2,5 м над рівнем моря. В кладці 2 яйця.